# Joan Roget
Joan Roget (ca.1550 - ?) fou un fabricant d'ulleres de Girona, Estudis recents apunten al fet que podria haver tingut un paper cabdal en la invenció del telescopi. Formava part d'una nissaga familiar de constructors d'instruments científics de la segona meitat del segle xvi. El precursor de la nissaga fou el pare de Joan, Pere Roget.
Segons la investigació del 1959 de l'optometrista català i historiador Simón de Guilleuma, Ramon Roget (un cardador de tela d'Angulema), era el pare de Joan Roget, però no se sap on va néixer el seu fill. Joan Roget es va casar amb Joana de Malaville i van viure a Girona, on ell treballaria com a mestre fabricant d'ulleres. El seu germà, Pere Roget, també fabricant d'ulleres, es va establir a Barcelona a la plaça del Blat amb els seus fills, que també es van convertir en mestres fabricants d'ulleres. Simón de Guilleuma també va descobrir que la dona de Joan Roget va morir el 1614 a Avairon, però no se sap res de la mort d'ell. Amb tot, la major part de la seva vida l'hauria passat a Girona.
Generalment, s'atribueix la invenció del telescopi a Hans Lipperhey, un fabricant d'ulleres que l'hauria intentat patentar el 2 d'octubre de 1608. No obstant això, Simón de Guilleuma ho va negar al·legant que havia descobert proves que assenyalaven que el fabricant d'ulleres Joan Roget havia inventat el telescopi abans de la patent de Lipperhey, i que els fabricants d'ulleres neerlandesos havien copiat el seu dispositiu. Simón de Guilleuma es basava en una referència d'un llibre publicat el 1618, Telescopium: sive ars perficiendi novum illud Galilaei visorium instrumentum ad sydera in tres parts albira (Telescopi, o la tècnica i sentit de la nova visió de Galileu dels estels, en tres volums) de l'italià Hieronymi Sirturi Mediolanensis (conegut com a Girolamo Sirtori de Milà) en el qual l'autor descriu una reunió el 1609 a Girona d'ell amb un fabricant d'ulleres, un «vell marcit» anomenat Roget, que sostenia haver inventat el telescopi.
Dins d'aquest context, i basat en dades d'arxiu, Simón de Guilleuma també va aportar proves documentals de que, abans de 1593, en aquests tallers barcelonins s'hi havien construït "ulleres de llarga vista". Com primer exemple, al març d'aquest any (1593) va morir Pere de Cardona, destacada personalitat de l'oligarquia ciutadana, que va deixar entre els seus béns una "ullera llarga guarnida de llautó", curosament descrita per l'escrivà, que ressalta la seva part òptica i la seva muntura allargada d'uns vint centímetres. Dit instrument, que segurament va ser una obseqi de l'artífex constructor, va passar a ser possessió de la seva vídua i més tard del seu fill. Pocs anys més tard, apareixen proves de que altres aparells semblants estaven en poder de diversos acomodats mercaders de Barcelona: Jaume Galvany tenia una "ullera de llarga vista" que es va vendre en pública subhasta, després de la seva mort (1608), per cinc sous; Honorato Graner, mort el 1613, posseïa també una "ullera de llauna per mirar de Lluny".
Aquesta reivindicació va ser més endavant considerada i investigada per l'historiador Nick Pelling en un article d'octubre del 2008 a la revista History Today, en el que intentava reconstruir els moviments de Lipperhey i d'altres inventors neerlandesos abans de la sol·licitud de la patent. Trobà que era plausible que hi hagués hagut una connexió amb Roget. L'invent de Roget hauria estat copiat per Zacharias Janssen, qui el dia 17 d'octubre de 1608 (dues setmanes després de la patent de Lippershey) va intentar patentar-lo. Poc abans, el dia 14 d'octubre, Jacob Metius havia intentat també, patentar un telescopi. Van ser aquests fets els que van despertar les suspicàcies de Nick Pelling qui, basant-se en les investigacions de Josep Maria Simón de Guilleuma (1886-1965) publicades el 1958, va defensar també, que el legítim inventor fou Joan Roget el 1590.
Una altra evidència que els historiadors creuen que podria ajudar a establir la prioritat és un testament del 10 d'abril de 1593 datat a Barcelona, on Pere de Cardona va llegar a la seva esposa una "ullera llarga guarnida de llautó" i encara que Pelling en una entrevista a la BBC al traduir-ho per "long-eyeglass decorated with brass", va dir que en anglès també podria descriure una lupa, va afegir que l'única traducció de "ullera de llarga vista" a l'anglès: "eyeglass/telescope for long sight" de 1608 sona més com un telescopi de Roget.